# Гудзик, Виктор Владимирович
Виктор Владимирович Гудзик (род. 8 декабря 1952, Петропавловск) — советский и российский тренер по легкой атлетике, тренер по общефизической подготовке ведущих российских хоккейных клубов. Подготовил ряд титулованных спортсменов, в том числе олимпийскую чемпионку и победительницу Игр доброй воли Елену Елесину. Заслуженный тренер РСФСР. В прошлом — легкоатлет, мастер спорта по прыжкам в высоту.

## Биография
Виктор Гудзик родился 8 декабря 1952 года в городе Петропавловске Северо-Казахстанской области Казахской ССР.
В молодости серьёзно занимался лёгкой атлетикой, специализировался на прыжках в высоту — одним из первых в Казахстане стал применять технику «фосбери-флоп». В 1971 году выполнил норматив мастера спорта СССР по прыжкам в высоту. Во время службы в спортивной роте внутренних войск в 1973 году взял планку в 2,05 метра, установив тем самым республиканский рекорд физкультурно-спортивного общества «Динамо».
В 1976 году окончил Карагандинский техникум физической культуры по специальности «тренер-преподаватель физической культуры и спорта».
Начиная с 1977 года работал тренером в петропавловской детской спортивной школе добровольного спортивного общества «Локомотив».
В 1980 году переехал на постоянное жительство в Челябинск, где занял должность старшего тренера спортивного клуба «Локомотив» Южно-Уральской железной дороги.
Как личный тренер подготовил ряд титулованных спортсменов, добившихся больших успехов в прыжках в высоту на международном и всероссийском уровнях. Среди наиболее известных его воспитанников:
- Елена Елесина — олимпийская чемпионка (2000), победительница Игр доброй воли (1990), призёрка чемпионатов мира и Европы;
- Светлана Лаврова — чемпионка мира среди юниоров (1990);
- Алексей Крысин — чемпион России (1998);
- Никита Анищенков — чемпион Европы среди юниоров (2011).

За выдающиеся достижения на тренерском поприще удостоен почётного звания «Заслуженный тренер РСФСР» (1989).
С 1993 года по приглашению Валерия Белоусова в качестве консультанта по физической подготовке сотрудничал с челябинским хоккейным клубом «Трактор», впоследствии также работал тренером по ОФП в тольяттинской «Ладе», магнитогорском «Металлурге», омском «Авангарде», хабаровском «Амуре», подмосковном «Витязе». Гудзика характеризуют как самого известного в российском хоккее специалиста по общефизической подготовке.
В качестве тренера по ОФП в течение двух лет сотрудничал с титулованным челябинским боксёром Сергеем Ковалёвым.
Сын Вадим Гудзик, мастер спорта по лёгкой атлетике, так же впоследствии стал тренером по ОФП в хоккее.